# Sharon Gless
Sharon Gless (née le 31 mai 1943 à Los Angeles) est une actrice de télévision américaine.

## Biographie
Depuis les années 1970, elle a surtout joué dans des séries et des films pour la télévision. Elle a connu deux rôles majeurs pour sa célébrité :
- la détective Christine Cagney dans la série télévisée Cagney et Lacey de 1982 à 1988,
- Debbie Novotny, mère biologique d'un des héros et mère protectrice des personnages de la version américaine de Queer as Folk, de 2000 à 2005.

Depuis 2007 elle tient le rôle de Madeline Westen, la mère du héros de la série Burn Notice, Michael Westen.
Elle est mariée depuis 1991 avec le producteur Barney Rosenzweig (en), qui travailla notamment sur la série Cagney et Lacey et The Trials of Rosie O'Neill (en).

## Filmographie

### Actrice

#### Cinéma
- 1973 : Bonnie's Kids (en) de Arthur Marks : Sharon
- 1974 : 747 en péril de Jack Smight : Sharon
- 1983 : La Nuit des juges (The Star Chamber) de Peter Hyams : Emily Hardin
- 2000 : Bring Him Home de Robert Fedor : Mary Daley
- 2004 : Ideal de Michael Paxton : Narratrice
- 2009 : Hannah Free de Wendy Jo Carlton : Older Hannah
- 2010 : Once Fallen d'Ash Adams : Sue
- 2023 : Fast Charlie de Phillip Noyce

#### Télévision

##### Séries télévisées
- 1972 : Le Sixième Sens (The Sixth Sense) : Kay
- 1972 : Un shérif à New York (McCloud) : Sergent Maggie Clinger
- 1972 : Cool Million : Sandy Sherwood
- 1972 et 1975 : Emergency! (en) : Sheila / Sculptor
- 1972 et 1976 : Docteur Marcus Welby (Marcus Welby, M.D.): Lynn Baker / Dr Susan Carr / Kathleen Faverty
- 1973 : Chase : Sally
- 1972-1973 : Owen Marshall: Counselor at Law (en) : Penny Collins / Terry
- 1973 : L'Homme de fer (Ironside) : Jennifer
- 1973 : Toma :
- 1973-1974 : Faraday and Company : Holly Barrett
- 1974 : The Bob Newhart Show (en) : Rosalie Shaeffer
- 1974 : Auto-patrouille (Adam-12) : Lynn Carmichael
- 1974 : Sierra (en) : Mary Jordan
- 1974 et 1976 : 200 dollars plus les frais (The Rockford Files) : Susan Jameson / Lori Jenivan
- 1975 : Lucas Tanner (en) : Miss Reynolds
- 1975-1978 : Switch : Maggie Philbin
- 1976 : Les Têtes brûlées (Baa Baa Black Sheep) : Nurse 1st Lt.
- 1976 : Kojak : Nancy Parks
- 1979 : Colorado : Sidney Endermann
- 1979 : Turnabout : Penny Alston
- 1979 : The Last Convertible : Kay Haddon
- 1982 : House Calls : Jane Jeffries
- 1982-1988 : Cagney et Lacey (Cagney and Lacey) : Christine Cagney
- 1983 : Bizarre, bizarre (Tales of the Unexpected) : Caroline Coates
- 1990-1992 : The Trials of Rosie O'Neill (en) : Rosie O'Neill
- 1997 : Promised Land (en) : Alex Tolan
- 2000 : Les Anges du bonheur (Touched by an Angel) : Ziggy
- 2003 : Amy (Judging Amy) : Dr Sally Godwin
- 2000-2005 : Queer as Folk : Debbie Novotny
- 2006 : Thick and Thin :
- 2006 : Affaires d'États (The State Within) : Lynne Warner
- 2007-2013 : Burn Notice : Madeline Westen
- 2008-2009 : Nip/Tuck : Colleen Rose
- 2016 : Rizzoli and Isles (saison 7 - épisode 8): détenue voleuse de bijoux
- 2016 : L'Exorciste : Chris MacNeil
- 2017 : The gifted : Ellen Strucker
- 2023 grey's anatomy station 19 : dotty

##### Téléfilms
- 1970 : Night Slaves (en) de Ted Post : (non créditée)
- 1972 : The Longest Night (en) de Jack Smight : Switchboard Operator
- 1972 : All My Darling Daughters de David Lowell Rich : Jennifer
- 1973 : My Darling Daughters' Anniversary de Joseph Pevney : Jennifer
- 1975 : Switch créée par Glen A. Larson : Maggie Philbin
- 1976 : Richie Brockelman: The Missing 24 Hours de Hy Averback : Darcy Davenport
- 1978 : The Islander de Paul Krasny : Shauna Cooke
- 1978 : Crash (en) de Barry Shear : Lesley Fuller
- 1978 : The Immigrants de Alan J. Levi : Jean Seldon Lavetta
- 1980 : Hardhat and Legs de Lee Philips : Patricia Botsford
- 1980 : The Kids Who Knew Too Much de Robert Clouse : Karen Goldner
- 1980 : The Scarlett O'Hara War de John Erman : Carole Lombard
- 1980 : Revenge of the Stepford Wives de Robert Fuest : Kaye Foster
- 1981 : La Rage de vaincre (The Miracle of Kathy Miller) de Robert Michael Lewis : Barbara Miller
- 1982 : Palms Precinct de Ivan Dixon : Alexandra Bewster
- 1983 : Hobson's Choice de Gilbert Cates : Maggie Hobson
- 1984 : The Sky's No Limit de David Lowell Rich : Joanna Douglas
- 1985 : Letting Go de Jack Bender : Kate
- 1987 : Tales of the Unexpected de Paul Annett, Ray Danton, Gordon Hessler et Norman Lloyd : Caroline
- 1989 : The Outside Woman de Lou Antonio : Joyce Mattox
- 1992 : Honor Thy Mother de Dave Green : Bonnie Von Stein
- 1994 : Separated by Murder de Donald Wrye : Betty Gay Wilson / Holly Faye Walker / Peggy Joy Lowe / Lily Mae Stokely
- 1994 : Cagney et Lacey : Les Retrouvailles (Cagney & Lacey : The Return) de James Frawley : Christine Cagney-Burton
- 1995 : Cagney et Lacey : Together Again de Reza Badiyi : Christine Cagney-Burton
- 1995 : Cagney et Lacey : The View Through the Glass Ceiling de John Tiffin Patterson : Christine Cagney
- 1996 : Cagney et Lacey : Convictions (Cagney & Lacey : True Convictions) de Lynne Littman : Christine Cagney
- 1998 : Au bout de l'amour (The Girl Next Door) de Dave Green : Dr Gayle Bennett
- 1998 : Saint Francis de James Burrows :

### Productrice
- 2009 : Hannah Free

## Récompenses
- Cagney et Lacey : 2 Emmy Awards (1986 et 1987) et six nominations, et 1 Golden Globe (1986) et cinq nominations en tout, pour les prix de la Meilleure Actrice.
- Nommée 2 fois aux Emmy dont en 2010 pour son rôle dans Burn Notice et un Golden Globe (1990) pour son rôle dans The Trials of Rosie O'Neill.